# Powiat Kuse
Powiat Kuse (jap. 久世郡 Kuse-gun) – powiat w Japonii, w prefekturze Kioto. W 2024 roku liczył 12 007 mieszkańców.

## Miejscowości
- Kumiyama